# Marcinkowo (Wągrowiec)
Marcinkowo – osiedle położone we południowej części Wągrowca.